# Saint-Pierre-des-Tripiers
Saint-Pierre-des-Tripiers is een gemeente in het Franse departement Lozère (regio Occitanie) en telt 78 inwoners (2009). De plaats maakt deel uit van het arrondissement Florac.

## Geografie
De oppervlakte van Saint-Pierre-des-Tripiers bedraagt 31,5 km², de bevolkingsdichtheid is dus 2,5 inwoners per km².
De onderstaande kaart toont de ligging van Saint-Pierre-des-Tripiers met de belangrijkste infrastructuur en aangrenzende gemeenten.

## Demografie
Onderstaande figuur toont het verloop van het inwonertal (bron: INSEE-tellingen).